# Tel Afek (Antipatris)

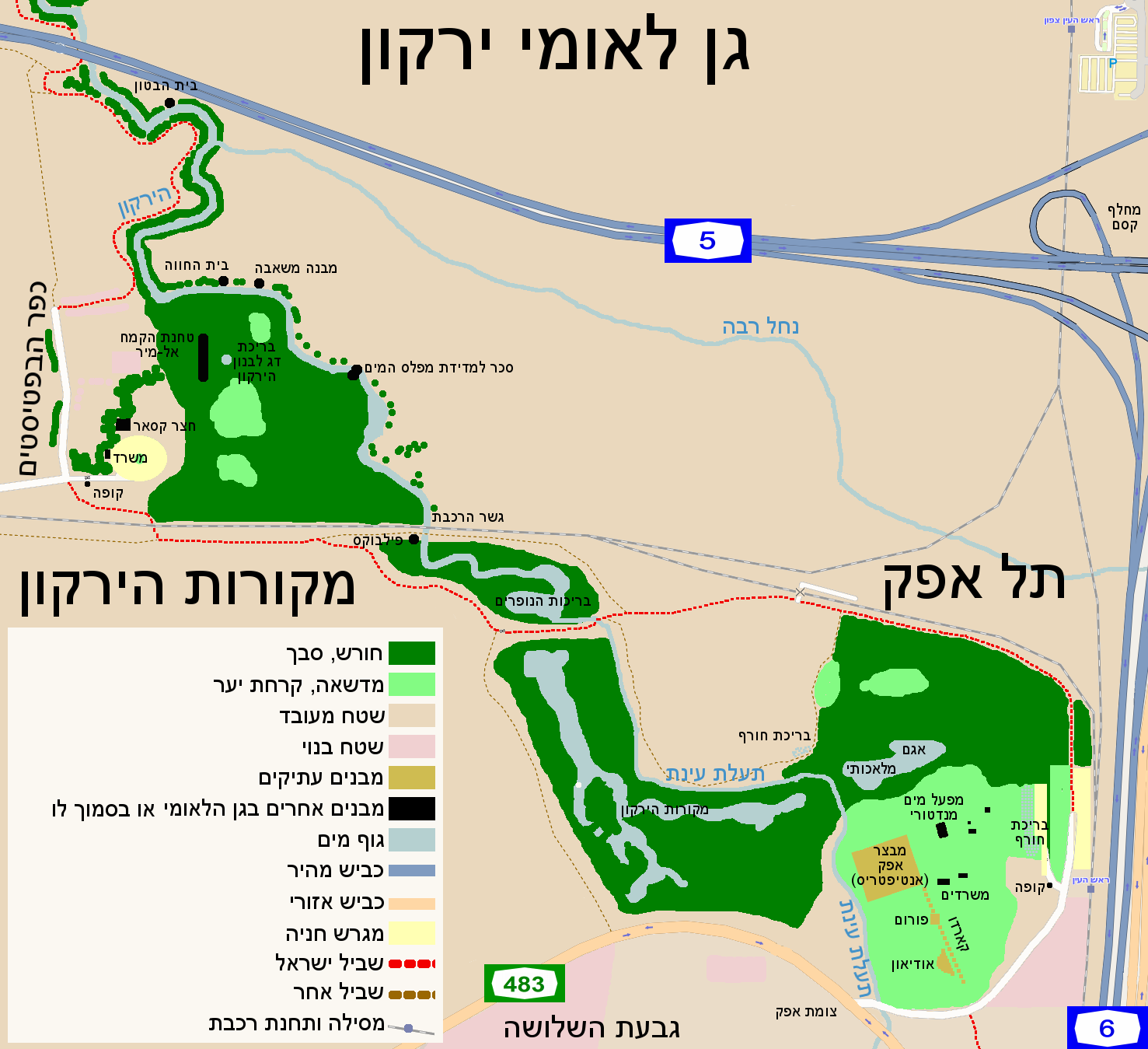
Harta Parcului naţional Yarkon, în colţul din sud-vest Tel Afek cu izvoarele Yarkonului

Tel Afek (în ebraică תל אפק, în arabă: Tel Ras al Ayin, în greacă:Ἀντιπατρίς) este o  colină de tip "tel" din Israel, în care se află ruinele orașului biblic Afek sau Afek lesharon, precum și ale orașului Antipatris, care a existat în timpul epocii romane și bizantine. Ea se întinde pe o suprafață de 12 hectare și se află în apropierea izvoarelor rîului Yarkon, la 4 km nord-est de orașul Petah Tikva, 4 km la nord-vest de orașul Rosh Ha'ayin, la vest de localitatea Kafr Kassem, pe teritoriul Parcului național Yarkon, lângă șoseaua 483 Petah Tikva-Rosh Ha'ayin.

## Istoric
După mărturiile existente a existat în acest loc o așezare omenească neîntreruptă vreme de 5,000 ani, încă din era calcolitică.
În epoca bronzului târzie (1550-1200 î.e.n.) s-a aflat aici un însemnat avanpost egiptean. S-au descoperit urmele unei clădiri, care ar fi putut fi palatul guvernatorului egiptean. La fața locului s-au găsit câteva suluri scrise în cuneiforme, dicționare de akkadiană și sumeriană.
În epoca fierului au avut loc aici confruntări militare decisive descrise de Biblie dntre vechii evrei sau israeliți și filisteni. Apoi locul a fost deținut un timp de filisteni, apoi de evrei.
Un oraș cu numele Afek este amintit de mai multe ori în Vechiul Testament sau Biblia ebraică:
în Samuel I 4,1 („În vremea aceea s-au sculat Filistenii să se războiască cu Israeliții și a fost cuvântul lui Samuel către tot Israelul. Și au pășit Israeliții împotriva Filistenilor cu război și au tăbărât la Eben-Ezer, iar Filistenii au tăbărât la Afec”) , Samuel I 29,1 („Atunci și-au adunat Filistenii toate cetele la Afec, iar Israeliții și-au așezat tabăra la fântâna cea din Izreel”).  
În afară de Biblie, orașul Afek este menționat prima dată în Textele de execrație din Egiptul antic de la inceputul mileniului II î.e.n. El este citat pe lista orașelor cucerite de faraoni din epoca bronzului târziu  (Tutmes al III-lea, Amenhotep al II-lea). S-ar putea ca el să fie identic și cu orașul denumit în documente egiptene Sharon. Aceasta deoarece Afek era numit de evreii antici  Afek Lesharon,(Afek din Sharon) pentru a-l deosebi de alte orașe cu acelaș nume, aflate și ele la izvoarele unor rîuri, ca de pildă Afek Hatzfonit (Afek din nord). 
Afek este menționat și pe o tabliță asiriană din Ninive din vremea regelui Assarhaddon din secolul al VII-lea î.H. ca oraș de frontieră cu regiunea Samaria.
Denumirea Afek vine, pe câte se pare, de la cuvântul ebraic „afik” („אפיק”) care înseamnă „albie”, „pârîu”, „vad”. 
În epoca elenistică localitatea se numea „Pegai”, adică „Izvoare”, denumire grecească care s-a conservat în numele satului arab palestinian din apropiere, Fadja. Localitatea Pegai este pomenită în Papirusurile lui Zenon din vremea lui Ptolemeu al II-lea Philadelphus. O altă denumire elenă folosită în timpul romanilor era Arethusa.
Josephus Flavius amintește ca în „Antichitățile iudaice” că în acest loc, nu departe de Gazara si Joppe (Jaffa) au avut loc lupte dintre oștiri ale regelui Iudeei, Yohanan Hurkanos I și cele ale regelui seleucid Antiochus al VII-lea Euergetes Sidetes. 
Regele Alexandru Ianai a întărit cetatea, dar ea a fost totuși luată temporar de regele seleucid Antiohus al XII-lea Dionysus în timpul campaniei militare a acestuia împotriva nabateilor.
În anul 9 î.e.n. regele Iudeei, Irod cel Mare, a zidit, după câte se pare, în locul fostei localități Pegai un oraș nou, după sistemul hipodamic. Zona era cunoscută în perioada aceea ca șesul Kafarsava sau Kfar Saba. Irod a numit nou oraș Antipatris în amintirea tatălui său, Antipatros edomitul, întemeietorul dinastiei Antipatrizilor. În surse diferite numele orașului apare și ca Antipatrus sau Antipatras. S-au găsit în apropierea fortăreței Ras al Ayn urmele unei străzi principale pietruite -cardo, și ale unui cartier comercial.
În Noul Testament se povestește că Sfântul Pavel, arestat din ordinul lui Claudius Lysias, fiind dus pe drumul dinspre Ierusalim spre închisoarea din Cezareea,a poposit împreună străjerii care îl păzeau, în Antipatris.(„Deci ostașii, luând pe Pavel, precum li se poruncise, l-au adus noaptea la Antipatrida”, Faptele apostolilor 23,31).
Locul a fost martor și la evenimentele Războiului iudeilor. În anul 66 a fost ocupat de trupele romane ale lui Cestius Gallus, când răsculații au fost nevoiți să fugă în apropiere, la Migdal Afek.
În continuare orașul a fost loial romanilor, și a fost atacat de răsculați, care au provocat aici răzmerițe și au înfruntat pe oștenii lui Vespasian.  În urma războiului orașul a fost ruinat și a decăzut temporar, ca să cunoască o nouă înflorire în secolele al II-lea și mai ales al III-lea și al IV-lea. Atunci s-a întins spre sudul colinei, unde s-au zidit un forum, un odeon și case mai sofisticate. Localitatea este menționată și în Talmud. A fost distrus în mare măsură de cutremurul de pământ din anul 363

## Ras al Ayn
Ulterior arabi au pastrat numele de Antipatris sub forma arabizată "Abu Butrus", nume pe care l-au folosit și pentru rîul Yarkon sau Nahr al Audja din apropiere.

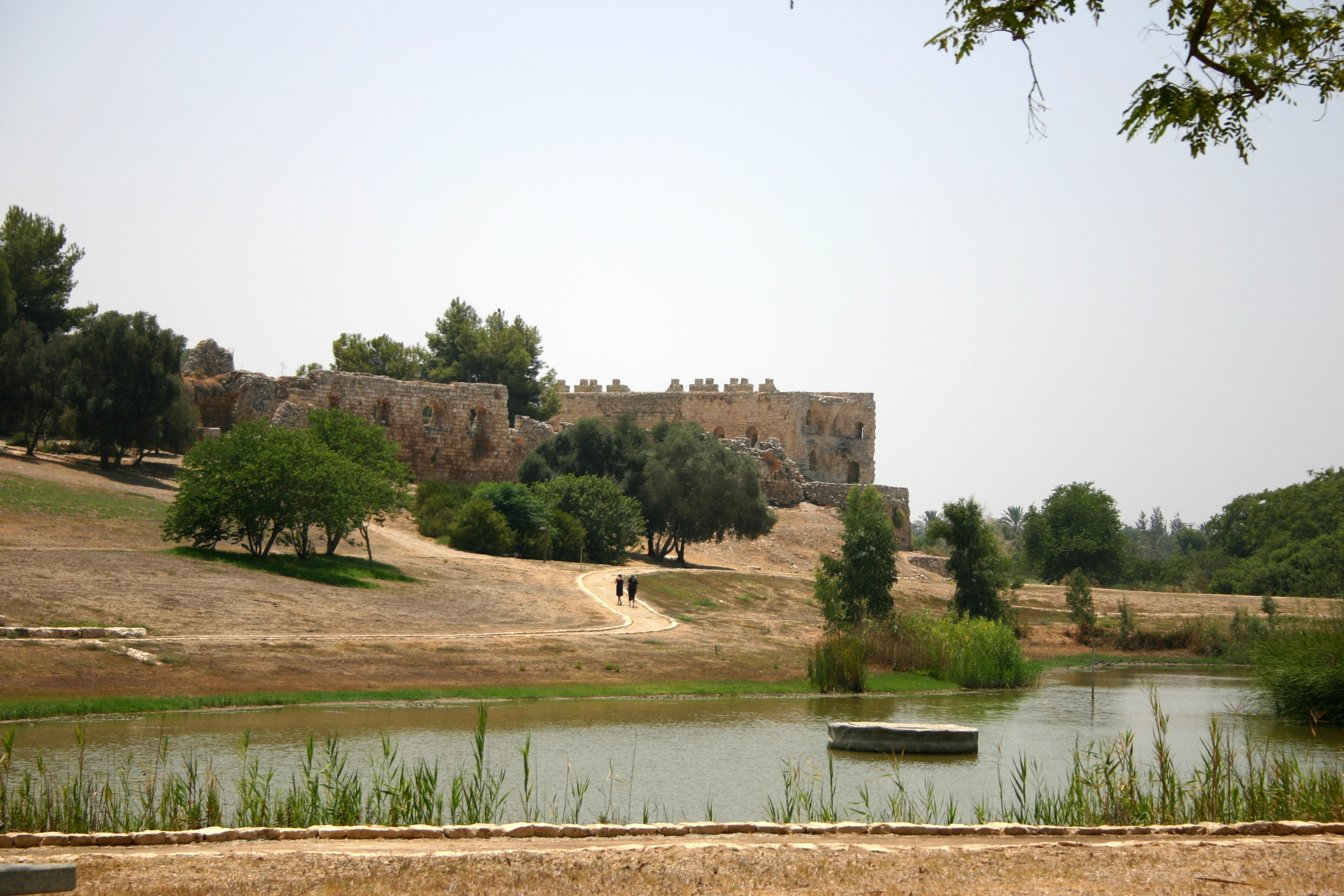
Tel Afek cu fortăreaţa otomană Qalat Ras al Ayn sau Qasr Ras al Ayn din anii 1571-1574

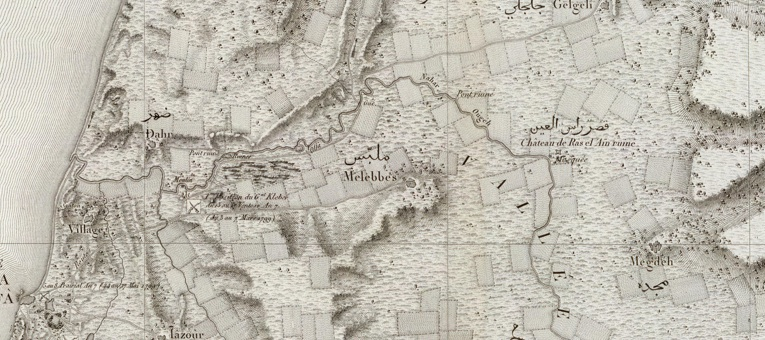
fragment din harta Palestinei in 1799, în dreapta, Château de Ras al Ayin, fortăreaţa Ras al Ayn de la Tel Afek-Antipatris, iar la 1 km sud-est de ea Migdal Afek sau Majdel Yaba, astăzi Rosh Ha'ayin

În săpăturile arheologice efectuate la fața locului au fost degajate ruinele unei fortărețe, care a fost numită „Fortăreața Antipatris” sau „Antipatros”. Ea a fost construită, pe locul unei fortărețe mai vechi, mameluce, în perioada otoman în anii 1571-1574 și numele ei adevărat este cetatea Binarî Bași sau Qalat Ras al Ayn (Capul Izvorului). Construcția fortăreței a distrus în mare măsură straturile antice ale așezării.
Ea era destinată apărării unei porțiuni vulnerabile din drumul principal dintre Cairo și Damasc (Via Maris) și era prevăzută la vremea respectivă cu o forță compusă din 30 infanteriști și 100 de călăreți. O altă funcție a fortăreței era protejarea drumului de pelerinaj musulman spre Mecca.
Fortăreața are o incintă dreptunghiulară cu patru turnuri la colțuri și o poartă în mijlocul laturii de vest.
Turnul de sud-vest este octogonal, în timp ce celelalte turnuri au un perimetru  pătrat.  
La poalele colinei Tel Afek se afla Trecătoarea Afek (Maavar Afek), dintre Munții Samariei la est și
mlaștinile Yarkonului la vest. Trecătoarea face parte din  menționata Via Maris, anticul „Drum al Mării”  care unea odată Egiptul antic cu Mesopotamia. Însemnătatea ei strategică este subliniată de numeroasele edificii care au fost ridicate în diverse perioade istorice în scopul de a o controla.  
În zonă a existat o vreme satul arab palestinian Fedja, care a fost abandonat în anii 1920.
La începutul secolului al XX-lea au fost înființate la Tel Afek niște heleșteuri ca parte a 
a sistemului de aprovizionare cu apă a Ierusalimului; acesta a fost distrus in timpul Războiului de independență a Israelului(1948-1949).

## Săpăturile arheologice
A. Alt și W. Albright au identificat Afek și Antipatris cu colina Tel Ras al Ayn sau Tel Afek de lângă sursele Yarkonului. În anii 1934-1935 au avut loc aici excavații limitate din partea departamentului de antichități al guvernului mandatar britanic al Palestinei, ele fiind conduse de Yaakov Uri, apoi din nou la începutul anilor 1960 .Apoi au urmat săpături extinse în anii 1972-1985 din inițiativa Universității Tel Aviv in colaborare cu alte instituții din străinătate, sub conducerea arheologilor Perahya Beck și Moshe Kohavi.

## Legături interne
- Afek-Antipatris pe un site turistic despre arheologia Țării Sfinte - în engleză
- Benzinger in Paulys Realencyclopädie der classischen Altertumswissenschaft  Band 1, Metzler, Stuttgart 1893
- Project on Ancient Cultural Engagement al Universității York 2003-2005[nefuncțională]
- imagini ale fortăreței Ras al Ayn la Afek, 2006